# Katholische Kathedrale von Baia

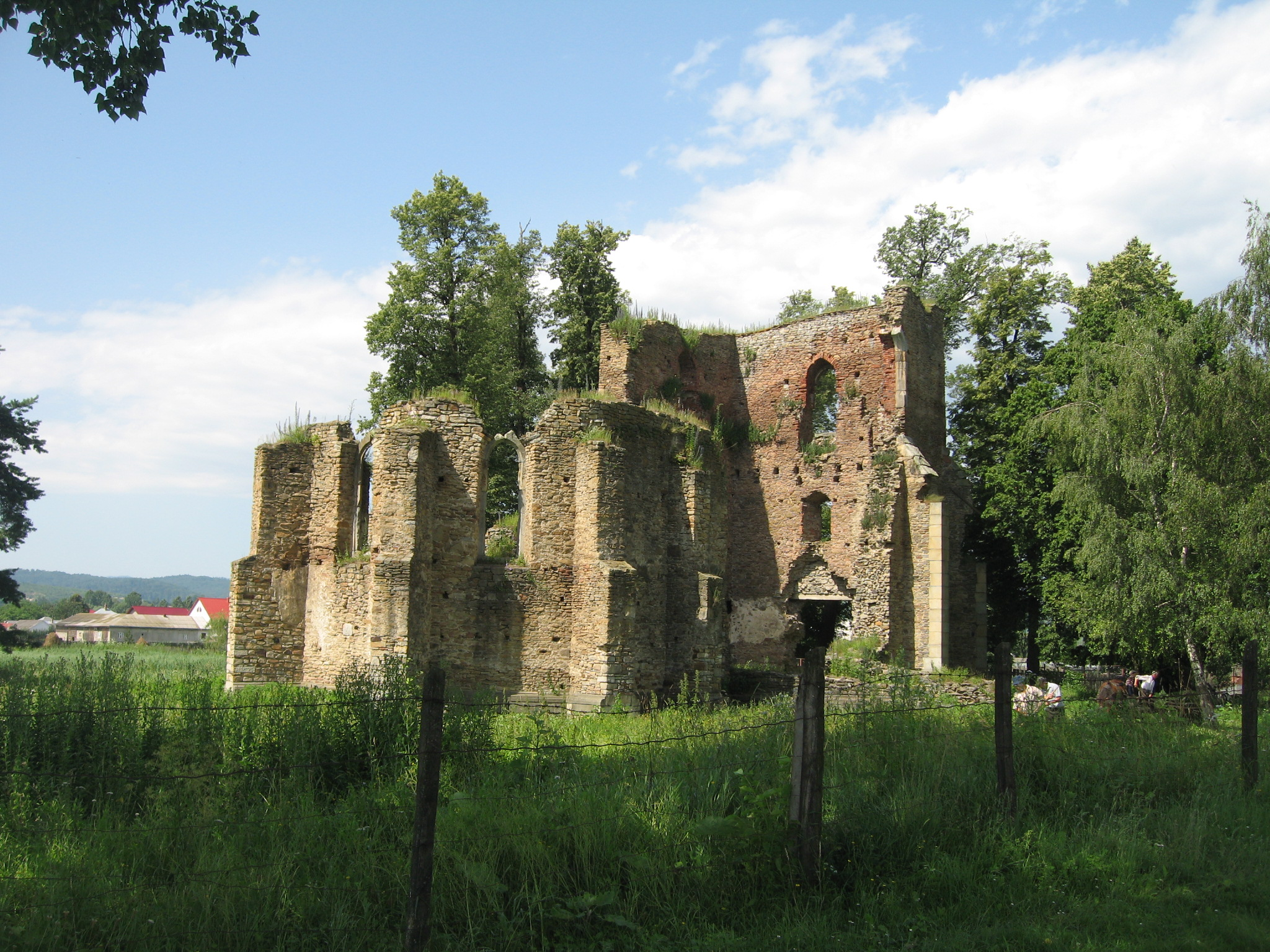
Ruinen der Kathedrale in Baia

Die katholische Kathedrale von Baia (rumänisch Catedrala Catolică din Baia) ist ein denkmalgeschütztes Objekt im rumänischen Kreis Suceava in der Westmoldau. Im Mittelalter war Baia eine der wichtigsten Städte des Fürstentums Moldau, bewohnt hauptsächlich von Deutschen (Siebenbürger Sachsen) und Ungarn. Fürst Alexander der Gute begann im Jahr 1410 die Errichtung der katholischen Kathedrale. Ab 1420 war Baia die Residenz der katholischen Bischöfe der Moldau, bis 1467, als in der Schlacht von Baia die Stadt zerstört wurde.
Von der einst größten katholischen Kirche des Landes sind heute noch imposante Ruinen zu sehen. Laut dem Verzeichnis historischer Denkmäler des Ministeriums für Kultur und nationales Erbe (Ministerul Culturii și Patrimoniului Național) stehen die Ruinen unter Denkmalschutz.